# Сариарик (Ордабасинський район)
Сариари́к (каз. Сарыарық) — село у складі Ордабасинського району Туркестанської області Казахстану. Входить до складу Карааспанського сільського округу.
До 1999 року село називалось Соціалізм.
Населення — 821 особа (2021; 1158 у 2009, 839 у 1999, 782 у 1989).